# Infantry Tank Black Prince
Der Infantry Tank Black Prince war ein schwerer britischer Kampfpanzer, der zwischen 1943 und 1945 auf Basis des bei den Streitkräften eingeführten Churchill-Panzers entwickelt wurde. Es blieb bei der Fertigung und Erprobung von Prototypen-Fahrzeugen.

## Entwicklung

### Hintergrund
Im Juni 1941 verließen die ersten Infantry Tank Mk IV Churchill die Fertigungshallen von Vauxhall, einer britischen Tochter im GMC-Konzern. Ab diesem Zeitpunkt entwickelte sich der Churchill zum schweren Standardpanzer der britischen Streitkräfte, der in den folgenden Jahren in einer Vielzahl von Ausführungen und mit verschiedensten Spezialaufbauten und -ausrüstungen auf fast allen Kriegsschauplätzen zum Einsatz kam. Ein Schwachpunkt des Churchill war, dass sein Gefechtsturm nur mit einer 2-pdr-Kanone (40 mm) bestückt war. Das Ordnance Office beobachtete die Entwicklung neuer deutscher Panzertypen aufmerksam und vorausschauend hatte man schon im September 1941 nach dem Angriff auf die Sowjetunion einen schwerem Jagdpanzerentwurf auf Basis des Churchill konzipiert, den Churchill 3inch Gun Carrier. Bei diesem Fahrzeug war in einem Kasematt-Aufbau eine 76,2-mm-Panzerabwehrkanone mit langen Rohr montiert. Nachdem Mitte 1942 klar wurde, dass sich in einem neuen Turm des Churchill eine 6-pdr-Kanone (57 mm) einbauen ließ, wurde das Jagdpanzer-Projekt ab 1943 nicht weiter verfolgt.

### Probleme mit dem(A30) Challenger
Das Auftreten schwerer deutscher Panzer in Nordafrika und der Sowjetunion hatte den Bedarf der britischen Streitkräfte an Kampfpanzern mit leistungsfähigen Kampfwagenkanonen deutlich erkennbar gemacht. Die Lösung sollte ein aus dem Cruiser Tank Mk VIII Cromwell entwickelter Panzer, der (A30) Challenger, werden. Dieser war mit der leistungsfähigen 17-pdr-Kanone (76,2 mm) bewaffnet worden. Bis September 1943 hatte sich herausgestellt, dass der Entwurf dieses Panzer einige schwerwiegende Konstruktionsprobleme aufwies, wodurch sich die Einführung des neuen Typen erheblich verzögern würde.
Ein bereits angedachter Nachfolger für den Challenger, der Centurion (A41), war gerade erst beauftragt worden.

### Vauxhall überarbeitet den Churchill
Das Ordnance Office sah die beste Chance schnell einen Kampfpanzer mit einer 17-pdr-Bewaffnung zu erhalten in einer Anpassung des in vielen Varianten gebauten und erprobten Infantry Tank Mk IV Churchill. Die vorgeschlagene Entwicklung eines solchen Fahrzeug war noch zwei Jahre zuvor zu Gunsten des später eingestellten Jagdpanzerkonzepts verworfen worden. Kernproblem war die für einen Turm mit großer Waffe zu schmale Wanne des Churchill. Zeitweise wurde, da die meisten Komponenten des neuen Entwurf vom Churchill stammten, das neue (A43)-Projekt auch als Super-Churchill bezeichnet. Doch letztlich etablierte sich die Bezeichnung Black Prince für das Projekt.
Letztlich waren trotz der großen Zahl der Bauteile, die vom Churchill Mk VII übernommen wurden, noch derart viel Entwicklungsarbeit erforderlich, dass erst im Mai 1945 sechs Prototypen des Black Prince fertiggestellt waren.

## Technische Beschreibung
Die Motorisierung mit einem Bedford Sechszylinder-Zwillingsmotor wurde vom Churchill übernommen. Durch das auf 50,8 Tonnen angestiegene Gewicht war der Black Prince, aus diesem Grund mit 17,7 km/h langsamer als sein kleiner Bruder. Um den Bodendruck des höheren Gewichts nicht problematisch werden zu lassen, hatte man die Kette auf 62 cm verbreitert. Die Lufteinlässe für den Motor konnten beim breiteren Fahrzeug auf das Fahrzeugheck verlagert werden, was einen potentiellen Schwachpunkt beseitigte.
Er hatte eine breitere Wanne, um den überarbeiteten Turm mit 17-Pfünder-Geschütz aufzunehmen.

## Erprobung

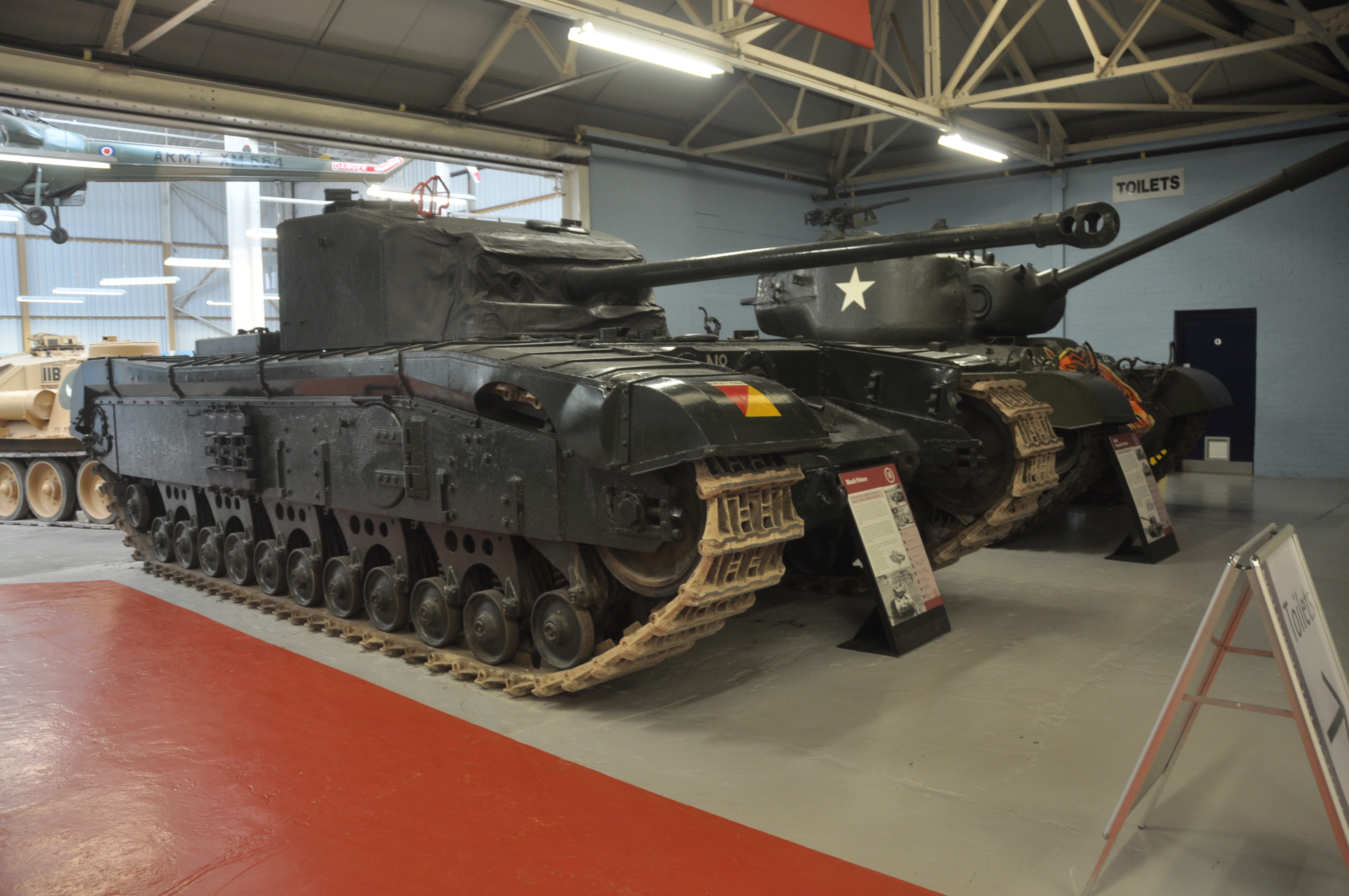
Ein Prototyp des Black Prince im Panzermuseum Bovington

Obwohl die Kämpfe in Europa im Mai 1945 endeten wurden die Prototypen einer sorgfältigen Erprobung unterzogen. Hierzu gehörten auch eine umfassende Truppenerprobung, die letzt zeigte, dass der Entwurf A43 dem neuen Entwurf A41 Centurion deutlich unterlegen war. Infolgedessen ging kein Produktionsauftrag an Vauxhall.

## Museale Rezeption
Das vierte hergestellte Fahrzeug blieb erhalten und befindet sich im Tank Museum Bovington in Dorset. Daneben existieren die Überreste eines weiteren Prototypen, der lange Jahre als Hartziel auf einem Truppenübungsplatz genutzt wurde.